# Манджини, Майк
Майк Манджини (Mike Mangini; род. 18 апреля 1963, Ньютон, Массачусетс) — американский барабанщик-виртуоз, наиболее известный своим участием в группе Dream Theater в 2011—2023 годах. В прошлом известен как участник трэш-метал группы Annihilator, с которой записал 3 альбома. Также играл с Extreme, Стивом Ваем и Джеймсом ЛаБри. Известный сессионный музыкант, профессор Музыкального колледжа Беркли и рекордсмен «World’s Fastest Drummer» (рус. «Самый быстрый барабанщик в мире») в нескольких номинациях.

## Карьера
Майк Манджини начал заниматься барабанами в возрасте пяти лет. В средней школе он уже играл в различных музыкальных коллективах.
После окончания школы в 1981 году Манджини отложил занятия музыкой, чтобы изучать компьютерные технологии в колледже. После его окончания он некоторое время работал по профилю. Но с 1987 года Манджини начинает активно играть в качестве сессионного барабанщика в Бостоне, а также давать частные уроки.
В 1993 году Майк вошёл в состав трэш-метал-группы Annihilator. Он участвовал в записи студийного альбома Set the World on Fire (1993). С Annihilator Манджини играл до 1994 года. А затем принял приглашение Нуно Беттенкура из Extreme, заменив Пола Гири. С Extreme Манджини записал альбом Waiting For The Punchline (1995). А в 1995 записал для Беттенкура партии барабанов для его сольного альбома Schizophonic, вышедшего в 1997 году. После распада Extreme, Майк Манджини успешно прошёл прослушивание в концертный состав Стива Вая. И с 1996 по 2000 год он концертирует с ним, а также принимает участие в записи некоторых треков к студийным альбомам Fire Garden (1996) и The Ultra Zone (1999) и концертного альбома Alive in an Ultra World (2001). Со Стивом Ваем в 2000 году Манджини принял участие в туре гитарного проекта G3. В том же 2000 году Манджини вернулся в Бостон и стал преподавать в колледже Беркли в должности профессора. Одновременно он принимал участие в проекте фронтмена Extreme Гари Шерона под названием Tribe of Judah и в некотором количестве записей, среди которых альбомы Annihilator All for You (2004) и Metal (2007). В конце 2010 Майк Манджини стал одним из семерых претендентов — Марко Миннеман, Питер Вилдур, Вирджил Донати, Ахиллес Приестер, Дерек Родди и Томас Ланг — на замену Майку Портному, выбывшему из состава Dream Theater. А 29 апреля 2011 коллектив официально объявил Манджини новым барабанщиком. Процесс прослушивания кандидатов был заснят и оформлен в виде документального фильма.

## Дополнительные факты
- Манджини принадлежат три из четырёх титулов «Самого скоростного барабанщика мира». Это «Самый скоростной симметричный захват» — 1247 ударов за 60 секунд, «Самые быстрые руки» — 1203 одиночных удара за 60 секунд без использования палочек, и «Самый скоростной традиционный захват» — 1126 ударов за 60 секунд[4]. Кроме того, на его счету рекорд по скорости одиночных ударов ногами — 13 222 удара за 15 минут и 5222 удара за 5 минут.
- Майк Манджини написал две книги, озаглавленные «Понятие о ритме» (Rhythm Knowledge), где разбирает методику разложения и упрощения полиритмических структур.
- Манджини был участником программы Time Warp на канале Discovery Channel, где демонстрировал технику игры на барабанах перед высокоскоростными камерами (в замедленном режиме)[5]

## Выборочная дискография
С Annihilator
- Set the World on Fire (1993)
- All for You (2004)
- Metal (2007)

С Extreme
- Waiting for the Punchline (1995)

Со Стивом Ваем
- Fire Garden (1996)
- G3: Live in Concert (1996)
- The Ultra Zone (1999)
- Alive in an Ultra World (2001)

C Джеймсом ЛаБри
- Keep It to Yourself (1999)
- MullMuzzler 2 (2001)
- Elements of Persuasion (2005)

С Dream Theater
- A Dramatic Turn of Events (2011)
- Dream Theater (2013)
- Live at Luna Park (2013)
- Breaking the Fourth Wall (2014)
- The Astonishing (2016)
- Distance over Time (2019)
- A View from the Top of the World (2021)